# Karl-Joseph Hummel
Karl-Joseph Hummel (* 14. August 1950 in Augsburg) ist ein deutscher Historiker. Von 1993 bis 2015 war er Direktor der Forschungsstelle der Kommission für Zeitgeschichte.
Karl-Joseph Hummel besuchte in Augsburg die Volksschule und das humanistische Gymnasium bei St. Stephan, an dem er 1969 das Abitur ablegte. Ab dem Wintersemester 1969/70 studierte er Geschichte, Germanistik, Politikwissenschaft und Philosophie an der Ludwig-Maximilians-Universität München und der Universität Sussex (1971/72) und legte 1976 in München das Erste Staatsexamen für das Lehramt an Gymnasien ab. Nach der Referendarausbildung folgte 1978 das Zweite Staatsexamen. Ab dem Wintersemester 1979 arbeitete Hummel als Wissenschaftlicher Mitarbeiter bei Thomas Nipperdey an der Universität München, bei dem er 1983 mit der Arbeit München in der Revolution von 1848/49 promoviert wurde. Von 1984 bis 1993 war er bei der Konrad-Adenauer-Stiftung in Sankt Augustin als stellvertretender Leiter des Instituts für Begabtenförderung und Leiter der Journalistischen Nachwuchsförderung beschäftigt. Im Jahr 1993 wurde Hummel Direktor der Forschungsstelle der Kommission für Zeitgeschichte in Bonn. Dort trat er 2015 in den Ruhestand. Seit dem Wintersemester 2011/12 lehrt er als Honorarprofessor an der Universität Erfurt. Seit dem 26. September 2024 ist Hummel Mitglied des Direktoriums des Römischen Instituts der Görres-Gesellschaft.

## Schriften (Auswahl)
- München in der Revolution von 1848/49 (= Schriftenreihe der Historischen Kommission bei der Bayerischen Akademie der Wissenschaften, Band 30). Vandenhoeck & Ruprecht, Göttingen 1987.
- Deutsche Geschichte 1933–1945. Olzog, Landsberg am Lech 1998.
- (Hrsg.): Zeitgeschichtliche Katholizismusforschung. Tatsachen, Deutungen, Fragen. Eine Zwischenbilanz (= Veröffentlichungen der Kommission für Zeitgeschichte, Reihe B, Band 100). Ferdinand Schöningh, Paderborn 2006.
- als Herausgeber mit Christoph Kösters: Kirche, Krieg und Katholiken. Geschichte und Gedächtnis im 20. Jahrhundert. Herder, Freiburg (Breisgau) 2014.
- als Herausgeber mit Stefan Heid: Päpstlichkeit und Patriotismus. Der Campo Santo Teutonico. Ort der Deutschen in Rom zwischen Risorgimento und Erstem Weltkrieg (1870–1918) (= Römische Quartalschrift für Christliche Altertumskunde und Kirchengeschichte, Supplementband 65). Herder, Freiburg (Breisgau) u. a. 2018, ISBN 978-3-451-38130-0.